# Peter Lauritsen
 Ikke at forveksle med Peter Lauritzen.
Peter Lauritsen (født 30. september 1969 i København) er en dansk professor MSO i overvågning ved Institut for Informations- og Medievidenskab på Aarhus Universitet.

## Karriere
Lauritsen blev født i 1969 i København. I 1994 færdiggjorde han en cand. mag. i humanistisk datalogi og sociologi fra Aalborg Universitet, og i 1999 blev det til en ph.d. fra Institut for Kommunikation, også i Aalborg. Fra 1991 til 1998 var han ligeledes undervisningsassistent i humanistisk informatik på universitetet.
Efter endt uddannelse i Aalborg, fik han i 1999 ansættelse som adjunkt ved Institut for Informations- og Medievidenskab på Aarhus Universitet. I 2003 blev han lektor samme sted. I februar 2016 blev han på institutet i Aarhus udpeget til Danmarks første professor i overvågning.